# Horst Wetterau
Horst Wetterau (* 15. April 1970 in Hessen) ist ein deutscher Bodybuilder.

## Leben
Nach dem Realschulabschluss erlernte Wetterau den Beruf des Zimmermanns. Mit 13 Jahren begann er mit dem Krafttraining. 1987 wurde er norddeutscher Meister im Bankdrücken, seit 1993 nimmt er an Bodybuilding-Wettkämpfen teil. 2000 und 2003 gewann er die bayerische Meisterschaft. In den Jahren 2007 und 2012 wurde er deutscher Meister im Bodybuilding – der einzige Athlet, dem es gelang, die seit 1960 ausgetragene Meisterschaft zweimal zu gewinnen. Im Jahr 2014 wurde er in Morelia IFBB-Weltmeister in der Schwergewichtsklasse über 90 Kilo in der Klasse Masters 40 bis 49 Jahre. 
Wetterau wurde 2015 wegen Handels und Besitzes von Dopingmitteln zu einer Geldstrafe von 6.500 Euro verurteilt. Er lebt in Mitterteich und arbeitet als Gebietsverkaufsleiter eines Herstellers von Nahrungsergänzungsmitteln.